# Stethacanthus
Stethacanthus byl stářím devonský až karbonský žralok (žil asi před 360 miliony let) v Evropě a Severní Americe. Dosahoval délky pouze kolem 70 cm.
Místo ploutve měl za hlavou podivný výrůstek, který vypadal jako radarová věž. Zatím se ale nepodařilo její význam uspokojivě vysvětlit. Lovil pravděpodobně praobojživelníky hynerpetony a jiné menší obratlovce. Objevuje se také v dokumentu Putování s příšerami nebo Monstra pravěkých oceánů. Dnes rozlišujeme asi 6 druhů tohoto rodu.